# New Delhi
New Delhi (hindi: नई दिल्ली, punjabi: ਨਵੀਂ ਦਿੱਲੀ, urdu: نئی دلی) är Indiens huvudstad och den administrativa huvudorten för unionsterritoriet National Capital Territory of Delhi. Trots sin betydelse är det en relativt liten stad, i direkt anslutning till den betydligt större staden Delhi. New Delhi är även huvudorten för ett distrikt med samma namn som staden. Staden, New Delhi Municipal Council, hade 257 803 invånare vid folkräkningen 2011, och omfattar delar av distrikten New Delhi, Central, South och South West. New Delhi omfattar ett område som ibland kallas Lutyens Delhi, uppkallat efter den brittiske arkitekten Edwin Lutyens.
Under brittiskt styre flyttades den indiska regeringen 12 december 1911 från Calcutta till Delhi. Regeringsbyggnader hade då uppförts i området Raisina Hill i nuvarande New Delhi, med vicekungens palats i centrum. I kommunrättslig mening var sedan New Delhi en del av Imperial Delhi Municipal Committee fram till 1925 när huvudstadsområdet uppgraderades till New Delhi Municipal Committee. Sedan en ny lag om New Delhis status antagits 1994 ändrades beteckningen till New Delhi Municipal Council. 
I New Delhi finns den federala statsmaktens säte, presidentpalatset Rashtrapati Bhavan, premiärministerns kansli och residens, utländska beskickningar med mera.